# ルーカス・ビアトリ
ルーカス・エセキエル・ビアトリ（Lucas Ezequiel Viatri, 1987年3月29日 - ）は、アルゼンチン・ブエノスアイレス出身の元同国代表サッカー選手。CAコロン所属。ポジションはフォワード。

## 経歴
ボカ・ジュニアーズ出身で、2007はエクアドルとベネズエラにレンタルされた。2008年5月17日のラシン・クルブ戦でボカの初出場を飾った。2008アペルトゥーラでは負傷したマルティン・パレルモに代わってコンスタントに出場し、17試合で7得点を挙げた。
2015年1月20日、母国のCAバンフィエルドに期限付き移籍することが決定した。2016年よりエストゥディアンテス・デ・ラ・プラタに加入することが発表された。
2017年8月14日、トルネオ・ウルグアージョのCAペニャロールに加入した。

## タイトル
ボカ・ジュニアーズ
- プリメーラ・ディビシオン : 2008-09A, 2011-12A
- レコパ・スダメリカーナ : 2008
- コパ・アルヘンティーナ : 2011-12

ペニャロール
- プリメーラ・ディビシオン : 2017, 2018
- スーペルコパ・ウルグアージャ : 2018